# Клаф, Брайан

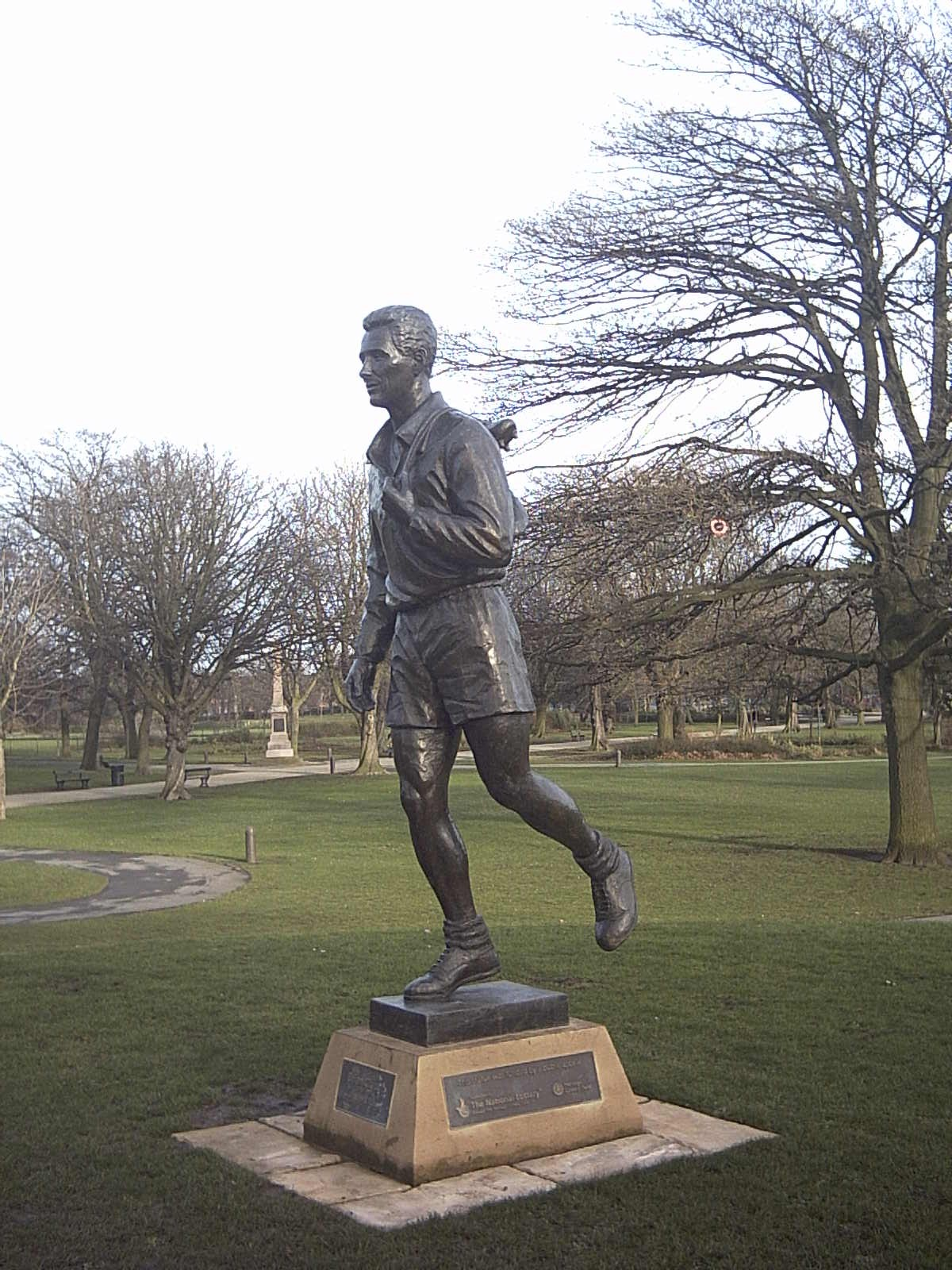
Памятник Брайану Клафу в Мидлсбро

Бра́йан Го́вард Клаф (англ. Brian Howard Clough; 21 марта 1935, Мидлсбро, Великобритания — 20 сентября 2004, Дерби, Великобритания) — британский футбольный тренер, офицер ордена Британской империи. Всю игровую карьеру он провёл в двух командах: «Мидлсбро» и «Сандерленде», в 274 матчах забил 251 мяч. В возрасте тридцати лет возглавил «Хартлпул Юнайтед». Также Клаф был известен своей привязанностью к спиртному — однажды он установил рекорд Англии по скоростному поглощению пива.
УЕФА включило его в десятку тренеров, оказавших наибольшее влияние на развитие европейского футбола с момента основания организации в 1954 году.

## Карьера игрока

### «Мидлсбро»
Первый сезон в «Боро» у Клафа сложился неудачно — 3 мяча в 9 матчах. К началу второго сезона Клаф стал ведущим форвардом команды и колотил голы в обязательной пропорции «мяч за матч». Уже на второй сезон своего бомбардирства он потребовал трансфера. Все потуги Брайана впереди оказались напрасными из-за бездарной игры обороны: «Я устал забивать голы и, обернувшись, смотреть, как в ответ забивают нам».
Боб Деннисон быстро смекнул, чего может стоить его команде уход Клафа. В том конфликте с Деннисоном СМИ немало посодействовали начинающему нападающему, которому тренер в знак примирения отдал капитанскую повязку. Само собой, старожилы команды в штыки приняли капитанство молодого парня. Оппозицию возглавил защитник Брайан Филлипс: «Зачем он вам? Я сумею дать вам больше, чем этот юнец!» Наивный Клаф искренне удивлялся: «Что значит больше? Четыре фунта за победу, два — за ничью». Премиальные были строго регламентированы.
В 1963 году Филлипс, к тому времени — игрок «Мансфилд Таун», будет навечно отстранён от футбола как один из попавшихся во время «грязных» игр на тотализаторе.

### «Сандерленд»
В «Сандерленде», который также выступал во втором дивизионе, но постоянно пытался подняться в первый, Брайан стал самым высокооплачиваемым игроком. Свою же зарплату (45 фунтов в неделю) и трансферную стоимость в 42 тысячи фунтов Клаф отрабатывал добросовестно — он забивал практически в каждом матче, благодаря чему и установил феноменальный рекорд — 251 мяч в 274 играх.

## Тренерская карьера

### «Дерби Каунти»
До прихода Клафа Дерби Каунти считался середняком второго дивизиона. За его пятилетний период работы команда вошла в элиту английского футбола. Единственным успехом команды до этого был Кубок Англии, выигранный в 1946-м.
В первый сезон при Клафе клуб занял место на строчку ниже, нежели в предыдущем. При этом Клаф начал закладывать фундамент будущих успехов, подписав несколько новых футболистов. Среди них — Рой Макфарланд, Джон О'Хейр, Джон Макговерн, Алан Хинтон и Лес Грин. 11 футболистов покинули команду и лишь четверо игроков прежнего состава остались в команде — Кевин Гектор, Алан Дарбен, Рон Уэбстер и Колин Боултон.
Кроме того, Клаф уволил клубного секретаря, агронома и старшего скаута, а также двух офисных сотрудниц, которых Брайан засек смеющимися после поражения команды. Через год были подписаны Дейв Макай и Уилли Карлин, и команда стала чемпионом второго дивизиона, победив в 22 матчах подряд, что стало клубным рекордом.
В глазах общественности Клаф выглядел жёстким, но справедливым менеджером. Он настаивал на честной игре, не приемлил глупые вопросы со стороны прессы и настаивал чтобы его называли «мистер Клаф». Он заслужил большое уважение среди коллег за умение переломить ход игры в пользу себя и своей команды.
Дебютный сезон в первом дивизионе команда завершила на четвёртом месте, что являлось лучшим результатом за последние более чем 20 лет, но, в связи с финансовыми нарушениями, клуб был отстранен от еврокубков в следующем сезоне и оштрафован на сумму в 10 тысяч фунтов.
Чемпионат сезона 1970/71 команда финишировала девятой. В феврале 1971-го, Клаф укрепляет состав — подписание Колина Тодда за 175 тысяч фунтов стало рекордной сделкой для всего британского футбола, хотя в этот же день Клаф отрицал факт переговоров с игроком.
В сезоне 1971/72 в борьбе за титул с Ливерпулем, Лидсом и Манчестер Сити, Дерби возглавил таблицу с перевесом в одно очко после заключительной игры чемпионата (победа 1:0 над Ливерпулем). Манчестер Сити временно возглавил таблицу после своей последней игры, но клубы ниже ещё имели игры в запасе. Ливерпуль и Лидс имели шанс обойти Дерби, победив в перенесённых играх, но Лидс проиграли Вулвс, Ливерпуль свёл вничью игру с Арсеналом. Дерби Каунти стал чемпионом впервые в 88-летней истории. Питер Тейлор увёз игроков в отпуск на Мальорку. В это время Клаф был не с командой и отдыхал с семьей и родителями на юге Великобритании — островах Силли. Там он и застал новость о чемпионстве.

### «Брайтон энд Хоув Альбион»
После ухода из «Дерби» Клаф принял клуб третьей лиги «Брайтон энд Хоув Альбион». Здесь Брайан не проявлял особого рвения, команда под его руководством выиграла лишь 12 из 32 игр и закончила сезон на 19 месте. Когда Клафу поступило предложение из «Лидса», тот долго не раздумывал.

### «Лидс Юнайтед»
В 1974 году Дон Реви ушёл с поста главного тренера «Лидс Юнайтед», чтобы принять сборную Англии. Руководство клуба долго не могло решить, кто же сменит легенду «Лидса». И назначение Клафа главным тренером «павлинов» стало шоком для всех. Дело в том, что ранее Брайан постоянно критиковал «Лидс», называя игроков симулянтами и шарлатанами, а игру команды — гнилой и ограниченной. За это игроки «Лидса» его ненавидели. Питер Тейлор отказался идти вслед за Клафом, многие называют это одной из главных причин будущего провала.
Клаф руководил «Лидсом» всего 44 дня. Он не смог найти взаимопонимания ни с игроками, ни с тренерами, работавшими до этого с Реви. Из семи матчей под руководством Клафа «Лидс» выиграл лишь один, трижды проиграл и трижды сыграл вничью. Руководство клуба приняло решение, что Брайан не способен справиться с командой и немедленно его уволило.

### «Ноттингем Форест»
В 1974 году Брайан Клаф шокирует общественность ещё одной выходкой — возглавляет заштатный клуб второго дивизиона «Ноттингем Форест». Ему удаётся спасти «лесников» от вылета, 2 года клуб стабильно занимает места в середине турнирной таблицы. 16 июля 1976 года Питер Тейлор покинул «Брайтон» и вновь стал помощником Клафа. И уже в следующем же сезоне команда вышла в Первый дивизион. Более того, «Ноттингем Форест» преподнёс одну из самых громких сенсаций: в дебютном для себя сезоне команда выиграла Чемпионат Англии. Именно с именем Клафа у «лесников» связаны самые теплые воспоминания — выигрыш двух Кубков европейских чемпионов, Суперкубка УЕФА, четырёх Кубков Футбольной лиги и Суперкубка Англии.

## Статистика выступлений
| Клуб             | Сезон            | Лига | Лига | Кубок Англии | Кубок Англии | Кубок лиги | Кубок лиги | Прочие | Прочие | Итого | Итого |
| Клуб             | Сезон            | Игры | Голы | Игры         | Голы         | Игры       | Голы       | Игры   | Голы   | Игры  | Голы  |
| ---------------- | ---------------- | ---- | ---- | ------------ | ------------ | ---------- | ---------- | ------ | ------ | ----- | ----- |
| Мидлсбро         | 1955/56          | 9    | 3    | 0            | 0            | -          | -          | 0      | 0      | 9     | 3     |
| Мидлсбро         | 1956/57          | 41   | 38   | 3            | 2            | -          | -          | 0      | 0      | 44    | 40    |
| Мидлсбро         | 1957/58          | 40   | 40   | 2            | 2            | -          | -          | 0      | 0      | 42    | 42    |
| Мидлсбро         | 1958/59          | 42   | 43   | 1            | 0            | -          | -          | 0      | 0      | 43    | 43    |
| Мидлсбро         | 1959/60          | 41   | 39   | 1            | 1            | -          | -          | 0      | 0      | 42    | 40    |
| Мидлсбро         | 1960/61          | 40   | 34   | 1            | 0            | 1          | 2          | 0      | 0      | 42    | 36    |
| Мидлсбро         | Итого            | 213  | 197  | 8            | 5            | 1          | 2          | 0      | 0      | 222   | 204   |
| Сандерленд       | 1961/62          | 34   | 29   | 4            | 0            | 5          | 5          | 4      | 1      | 47    | 35    |
| Сандерленд       | 1962/63          | 24   | 24   | 0            | 0            | 4          | 4          | 0      | 0      | 28    | 28    |
| Сандерленд       | 1963/64          | 0    | 0    | 0            | 0            | 0          | 0          | 0      | 0      | 0     | 0     |
| Сандерленд       | 1964/65          | 3    | 1    | 0            | 0            | 0          | 0          | 0      | 0      | 3     | 1     |
| Сандерленд       | Итого            | 61   | 54   | 4            | 0            | 9          | 9          | 4      | 1      | 78    | 64    |
| Всего за карьеру | Всего за карьеру | 274  | 251  | 12           | 5            | 10         | 11         | 4      | 1      | 300   | 268   |

## Тренерская статистика
| Клуб                     | Период           | Период           | Статистика | Статистика | Статистика | Статистика | Статистика |
| Клуб                     | С                | По               | Всего      | Победы     | Поражения  | Ничьи      | %          |
| ------------------------ | ---------------- | ---------------- | ---------- | ---------- | ---------- | ---------- | ---------- |
| Хартлпул Юнайтед         | 29.10.1965       | 05.06.1967       | 85         | 37         | 14         | 34         | 43.5       |
| Дерби Каунти             | 05.06.1967       | 15.10.1973       | 332        | 161        | 78         | 93         | 48.5       |
| Брайтон энд Хоув Альбион | 01.11.1973       | 20.07.1974       | 34         | 12         | 9          | 13         | 35.3       |
| Лидс Юнайтед             | 30.07.1974       | 12.09.1974       | 8          | 1          | 4          | 3          | 12.5       |
| Ноттингем Форест         | 03.01.1975       | 08.05.1993       | 994        | 464        | 263        | 267        | 46.7       |
| Всего за карьеру         | Всего за карьеру | Всего за карьеру | 1453       | 675        | 368        | 410        | 46.5       |

## Достижения в качестве тренера

### Командные
«Дерби Каунти»
- Чемпион Англии: 1971/72
- Победитель Второго дивизиона: 1968/69
- Обладатель Кубка Уотни: 1970

«Ноттингем Форест»
- Чемпион Англии: 1977/78
- Обладатель Кубка Футбольной лиги (4): 1977/78, 1978/79, 1988/89, 1989/90
- Обладатель Суперкубка Англии: 1978
- Обладатель Кубка европейских чемпионов (2): 1978/79, 1979/80
- Обладатель Суперкубка Европы: 1979
- Обладатель Кубка полноправных членов (2): 1989, 1992

### Личные
- Главный тренер года по версии Ассоциации главных тренеров лиги (LMA): 1977/78
- Футбольный тренер года в Европе: 1979
- Футбольный тренер сезона в Европе: 1979/80
- Награда ПФА за заслуги перед футболом: 1992
- Обладатель награды АФЖ за заслуги перед футболом: 1993
- 3-е место в списке лучших тренеров в истории футбола по версии ESPN: 2013[4]
- 15-е место в списке лучших тренеров в истории футбола по версии France Football: 2019[5][6]
- 17-е место списке лучших тренеров в истории футбола по версии World Soccer: 2013[7][8]

## Интересные факты
- Многие британские издания признали Клафа лучшим тренером, никогда не руководившим сборной Англии. Он отказался её возглавить в 1977 и 1982 годах.
- В игре против «Кристал Пэлас» молодой Рой Кин, тогда игравший в «Ноттингем Форест» под началом Брайана Клафа отдал пас своему вратарю, что привело к пропущенному голу. «Объяснил» Кину его ошибку Клаф довольно оригинально — как только Рой вошёл в раздевалку, тренер тут же вырубил его мощным хуком. Когда Кин пришёл в сознание Клаф сказал буквально следующее: «Мальчик, ты слышишь меня? Ну так вот, никогда, слышишь, салага, никогда не отдавай так мяч назад своему вратарю». Как потом признавался Кин, он усвоил этот урок на всю жизнь.[1]
- По версии газеты The Times, Брайан Клаф занимает седьмое место в списке лучших тренеров мира.[1]
- Клаф был приверженцем атакующего футбола, замечательным тактиком и стратегом. Однажды, когда он увидел как второй тренер Питер Тейлор проводит занятия по тактике он крикнул: «Эй Пит, немедленно прекрати заниматься этой ерундой и выдай игрокам мячи!»[1]
- Он был очень остр на язык: «Не присылайте мне цветов, когда я умру. Лучше дарите их сейчас. Хотя от бутылочки бренди я тоже не отказался бы» или «Если возникают какие-то вопросы, то мы садимся, общаемся минут 20, а потом решаем, что я прав».[1]
- 1 мая 1993 года «Ноттингем» проигрывал дома 0:2 конкуренту в борьбе за выживание — «Шеффилд Юнайтед». Когда судьба «Лесников» и тренера Клафа стала ясна, фаны «Клинков» затянули: «Брайан Клаф, Брайан Клаф, Брайан Клаф!». К пению подключился весь стадион — футбол прощался с одним из самых ярких своих представителей. Глаза Клафа стали мокрыми от слёз: «Это не слёзы печали. Это слёзы позора — позора, который мне уже не смыть никогда…»[9]
- В 2009 году на экраны вышел фильм «Проклятый Юнайтед», в котором рассказывается о краткосрочной работе Клафа в «Лидс Юнайтед». Роль Клафа исполнил Майкл Шин[10]
- У Клафа есть младший сын Найджел, который как и отец когда-то, тренировал «Дерби Каунти» и играл за 3 английские сборные: первую, вторую и молодёжную.